# Manufacture d'armes de Saint-Étienne
Pour les articles homonymes, voir MAS.
La manufacture d'armes de Saint-Étienne (MAS)  est une ancienne entreprise française d'armement située à Saint-Étienne.

## Architecture
Les bâtiments actuels datent de 1864 et s'étendent sur une surface de douze hectares près de la place Carnot. Conçue dans l'esprit des architectures rationalistes du XVIIIe siècle, dans la lignée de la Saline royale d'Arc-et-Senans de Claude-Nicolas Ledoux et du Grand-Hornu près de Mons, la manufacture est un « palais » industriel et militaire, en briques rouges et pierres blanches, une représentation prestigieuse de la puissance du Second Empire. Une partie des bâtiments, dont l'hôtel des directeurs, ont été détruits pour la réalisation de la Cité du design.

## Historique

### Le début de la manufacture
La ville de Saint-Étienne était réputée dès le Moyen Âge pour son artisanat de coutellerie. 
Près de 80 moulins produisaient des armes de guerre ou de chasse. En 1665, un magasin royal des armes, alimenté par Saint-Étienne, est construit à Paris pour permettre de réaliser des stocks en cas de conflit.
La Manufacture royale d'armes est créée en 1765, avec l’approbation du roi Louis XV, sous la direction de M. de Montbéliard qui était inspecteur de la manufacture de Charleville. Elle obtient le titre de « manufacture royale » qui lui permet d’être le fournisseur officiel des troupes françaises et étrangères. Le propriétaire est alors Jean Joseph Carrier de Montieu. Mêlé à un trafic d'armes lors de la réforme des armes voulue par Gribeauval, il est condamné à la prison, lors du « procès des Invalides ». Il sera gracié sous Louis XVI et reprendra une activité de soutien aux insurgés américains en collaboration avec Pierre-Augustin Caron de Beaumarchais. Ils vont s'adresser à un armateur de Nantes : Jean Peltier Dudoyer.
Alors située place Chavanelle, l'usine produit des armes de guerre et des armes civiles. À l'approche de la Révolution, l’activité ne cesse d'augmenter avec une production supérieure à 12 000 armes par an. Cela nécessite le déménagement dans plusieurs sites dispersés dans la ville et notamment des églises désaffectées, comme le couvent des Ursulines, l'église des Pénitents ou la Grand'Église.
Dès le début de la Révolution, la fabrication des armes prend une extension telle qu'on cherche par tout moyen à accélérer les fabrications. Saint-Étienne est reconnue comme commune d'armes et surnommée Armeville.
En 1838, Messieurs Jovin frères vendent au gouvernement la manufacture dont la production annuelle à cette époque oscille entre 15 000 et 30 000 armes.

### La nouvelle manufacture
La capacité de production étant insuffisante face aux commandes du second Empire, les entrepreneurs de la manufacture décident alors la construction d'une nouvelle usine moderne utilisant l’énergie des machines à vapeur. En novembre 1862, le conseil municipal stéphanois engage l’édification d’une nouvelle manufacture. Les terrains retenus sont situés au niveau du champ de Mars entre la voie ferrée et la route de Roanne, sur une surface de 12 hectares.
Les premiers bâtiments sont construits en 1864 avec l'édification de la grande usine de 155 × 130 mètres et d’un réservoir pouvant contenir 12 450 m3. Deux ans plus tard, elle est complétée par les bâtiments d'administration de la direction, les logements des différents directeurs et la forge.
En 1868, on achève l'usine des meules, l'atelier de précision et de réparation des machines, l'atelier de trempe des armes de sabre, le logements des officiers. Enfin les bureaux, l'atelier des monteurs de sabres baïonnettes et le bâtiment du montage sont finis en 1870.
La superficie originelle des usines est de 22 000 m2 au sol et la force motrice totale de 660 chevaux. Cette nouvelle installation permet de produire annuellement plus de 200 000 armes.
La manufacture traverse ensuite les difficultés de la guerre franco-prussienne de 1870. La commande d'armes rendue illimitée dès novembre 1870 ne peut être menée à bien compte tenu des événements politiques et de la colère des ouvriers qui ne sont plus payés.
Dans les années 1890, l’usine compte plus de 10 000 ouvriers et près de 9 000 machines ce qui permet de produire plus de 1 600 fusils par jour, ainsi que des revolvers, des carabines, des mousquetons, des épées et autres sabres-baïonnettes.
En 1894, la Manufacture devient un établissement d'État dirigé par le ministère de la Guerre.

### Le déclin
Au XXe siècle, la fabrication des armes légères suit les époques de guerre, de paix, d'occupation, et selon les circonstances de crise, décolonisation et pacification.
En 1963, la fabrication se diversifie vers trois secteurs d’activités, du matériel pour l'équipement des blindés (tourelles de véhicules blindés), la production d’armes antichars (lance-roquettes, grenades et éléments de missiles) et enfin du matériel de protection (matériel de détection, et de décontamination nucléaire et chimique).
Mais la baisse permanente des commandes entraîne une diminution des effectifs passant de plus de 11 000 en 1940 à 2 200 en 1981. GIAT industries reprend les rênes de la manufacture en 1989.
En 2001, la Manufacture d'armes de Saint-Étienne ferme définitivement ses portes.

### Reconversion du site
Avec le départ de Giat, le site de 12 hectares est reconverti en différents projets :
- sur la partie sud, plus de 300 logements résidentiels sont construits ;
- la partie centrale est reconvertie en Cité du design[3] ;
- la partie nord est affectée à un centre de recherche et d'enseignement dans le domaine de l’optique vision ;
- l'École supérieure d'art et design est installée près de la Cité du design ;
- l'ancienne imprimerie est reconvertie en centre médiatique avec l'école International Rhône-Alpes Media, les bureaux de France bleu et France 3[4].

## Protection
Le bâtiment dit « de l'horloge », la grille, le portail, les jardins, les murs de soutènement, les balustres, le monument aux morts, la grande usine appelée « double H » avec sa salle des moteurs, l'ancienne usine des meules et l'atelier d'ajustage ont été inscrits au titre des monuments historiques par arrêté du 20 mars 2006.

## Les armes produites

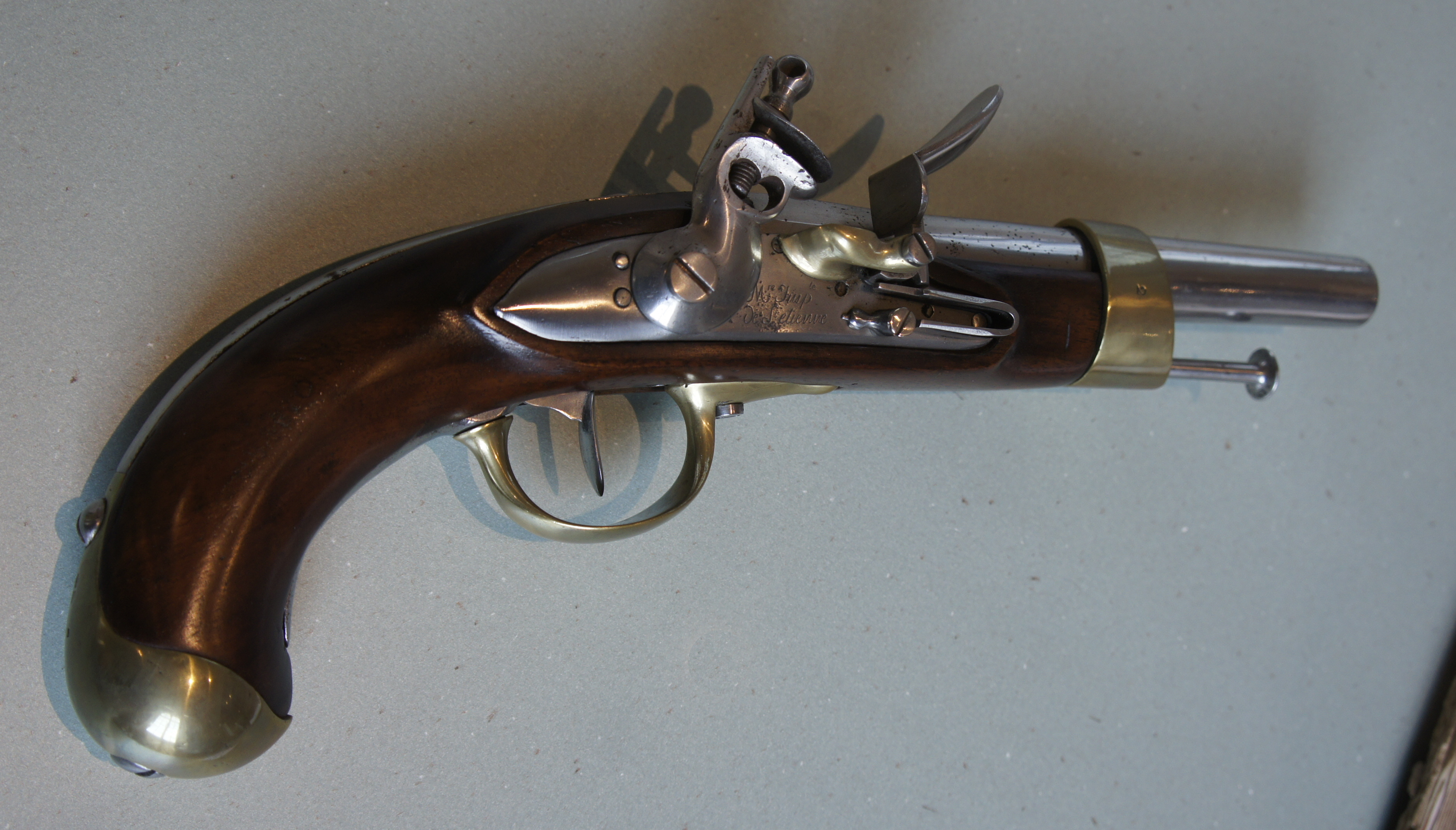
Pistolet de cavalerie modèle An XIII.
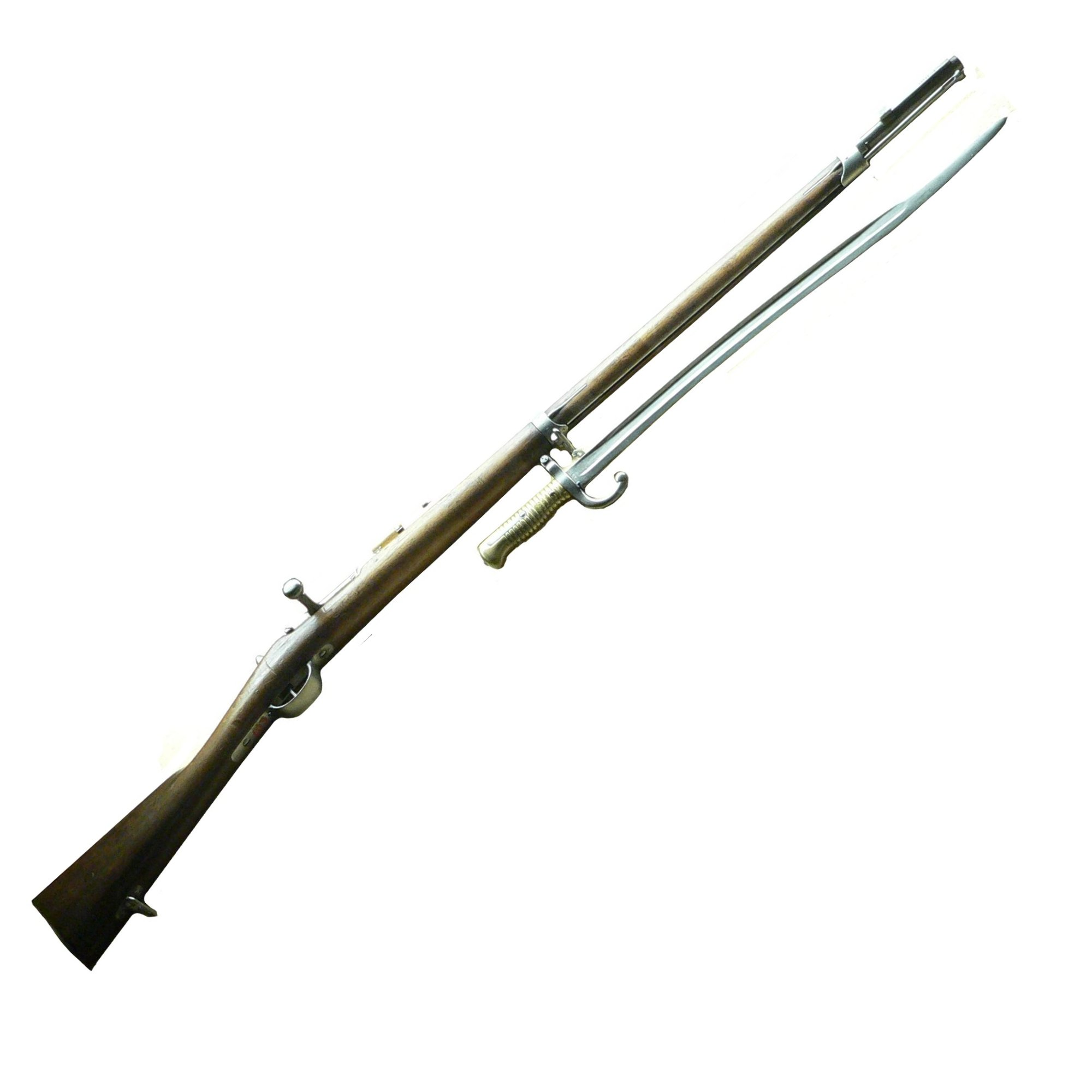
Chassepot 1866
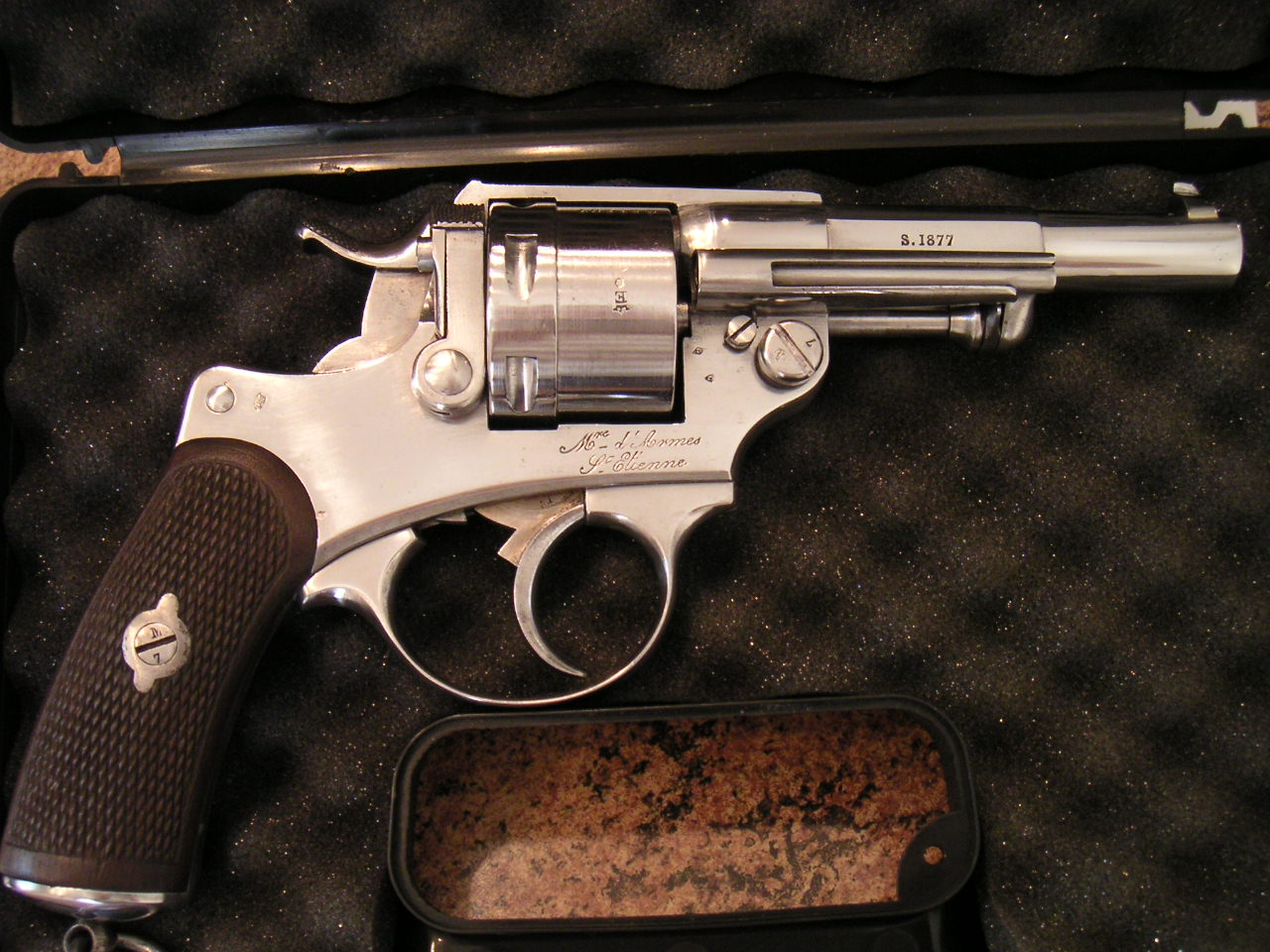
revolver 1873
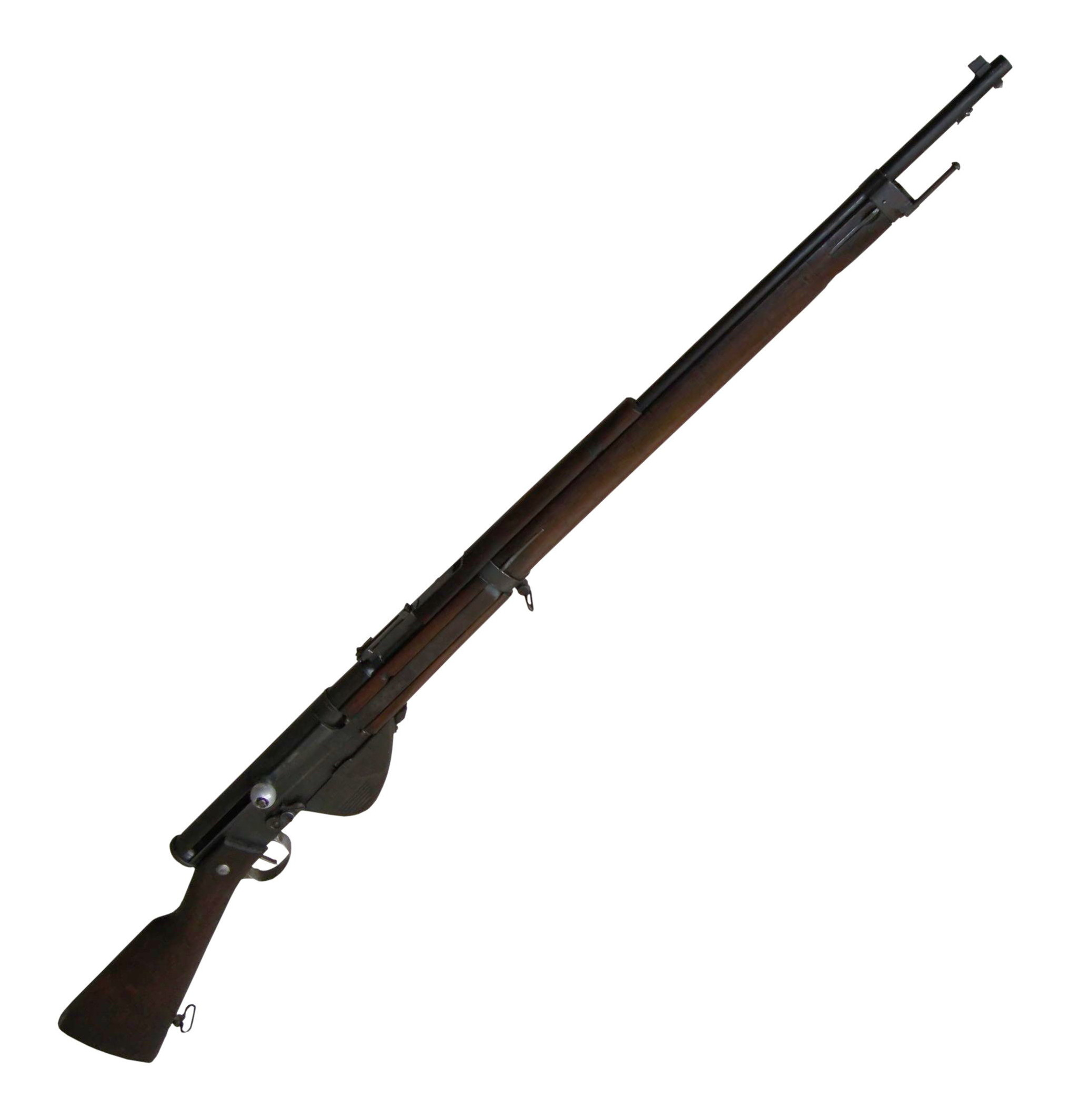
FSA - Mle 1917
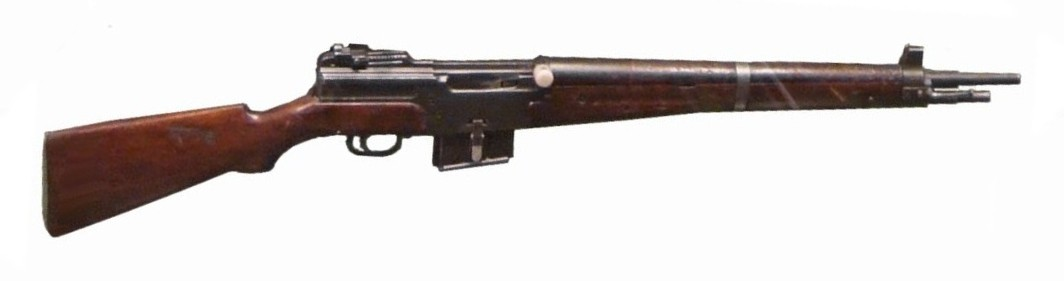
FSA MAS 49
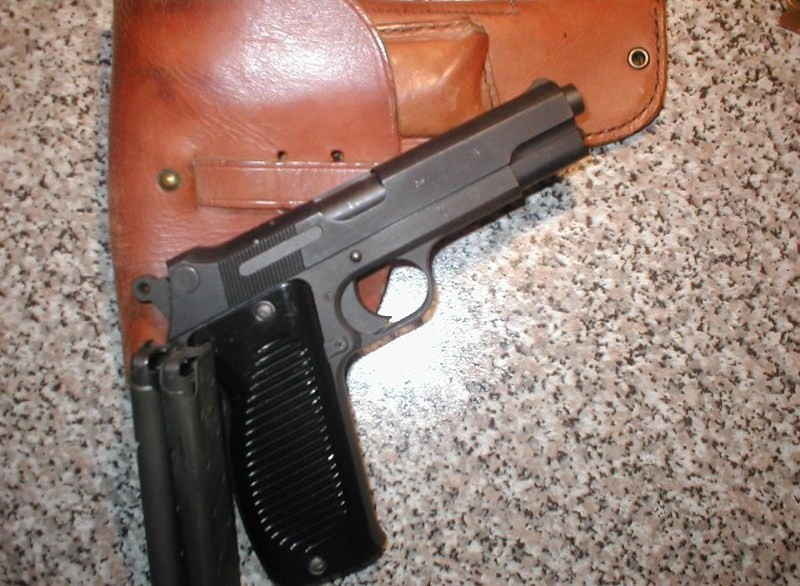
MAC modèle 1950
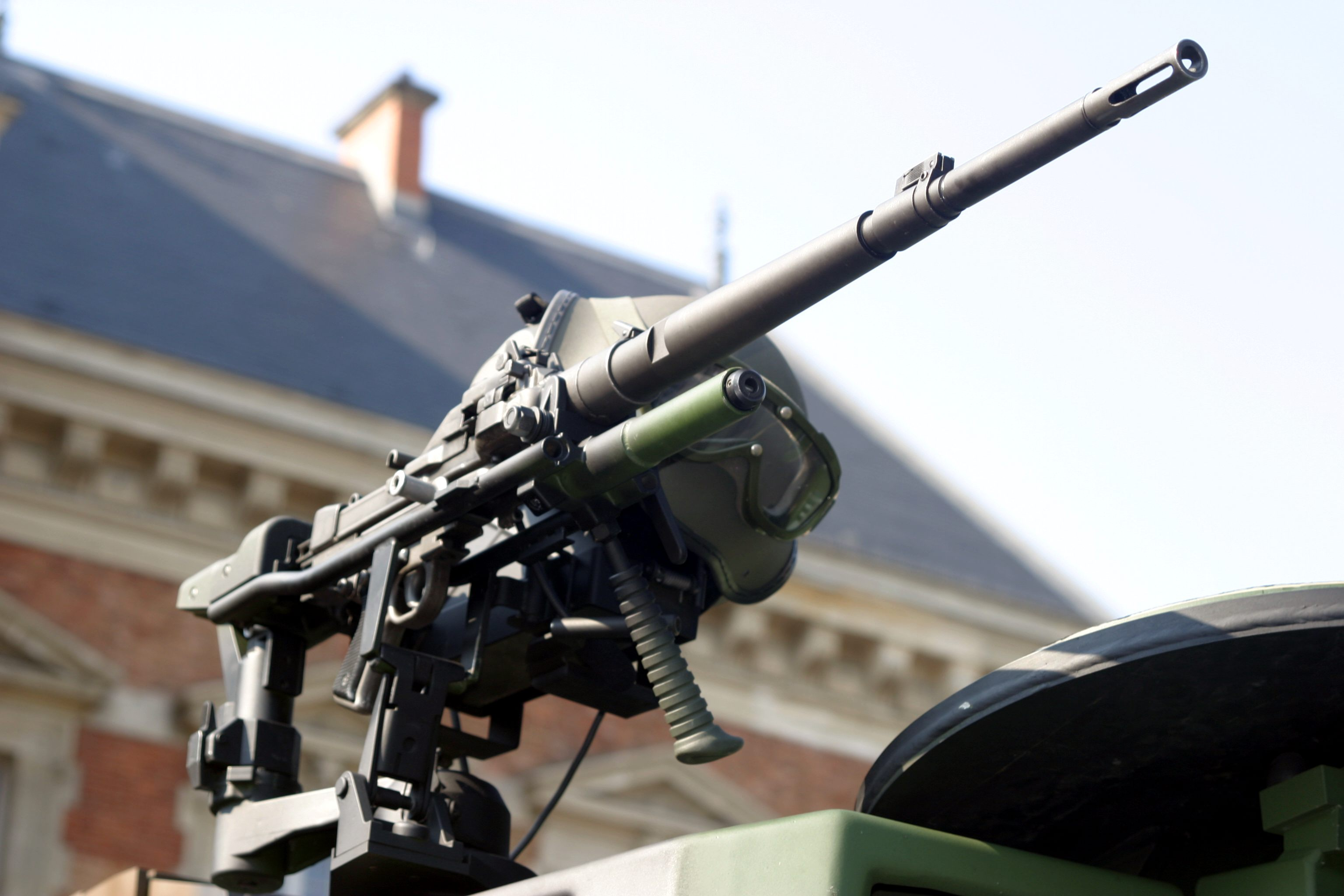
AA52 AANF1
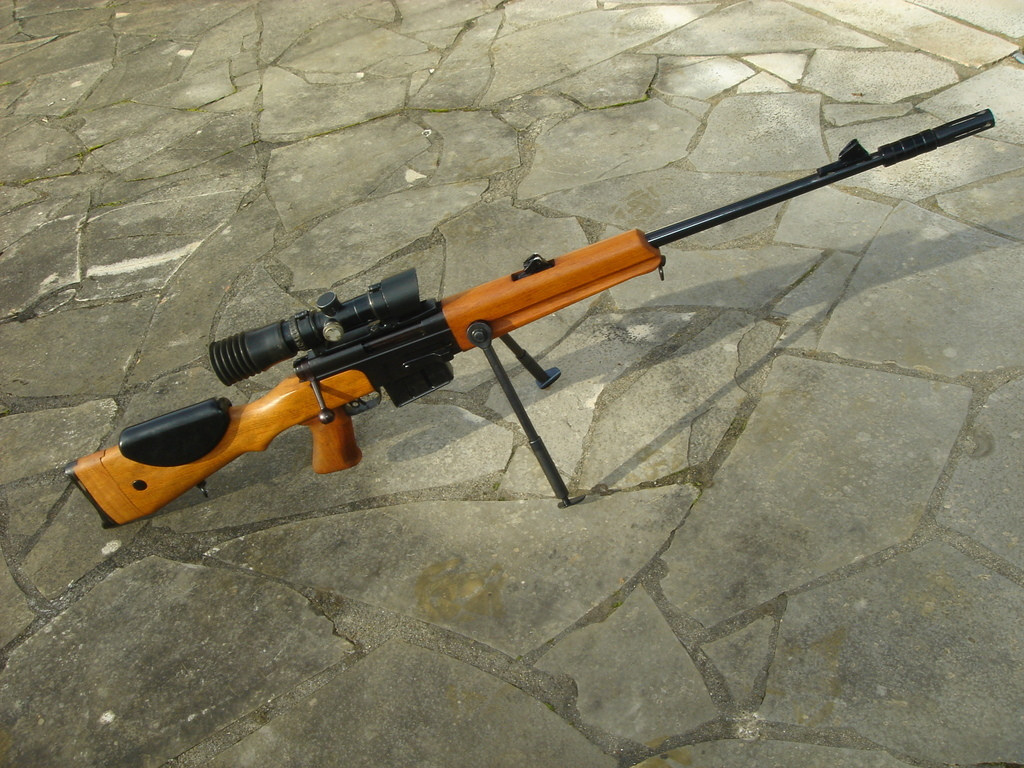
FR-F1
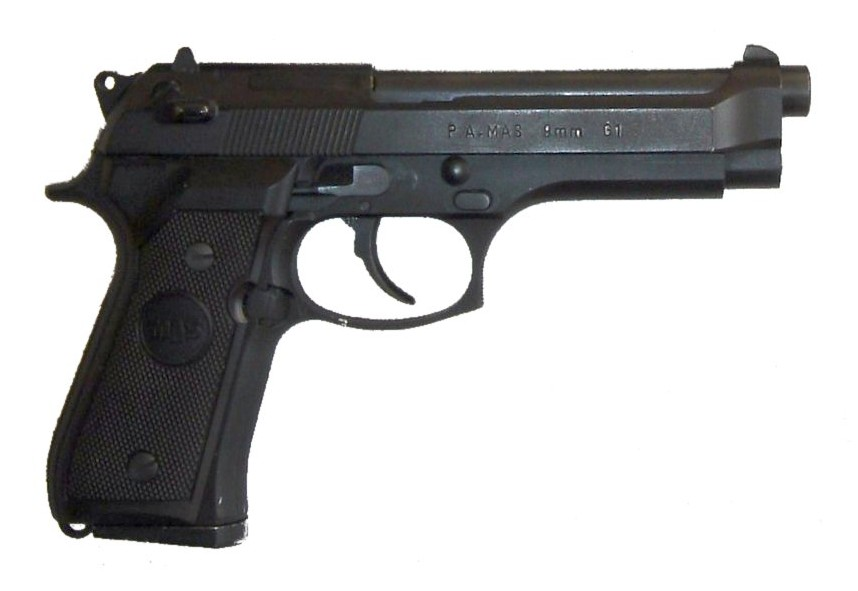
PAMAS G1
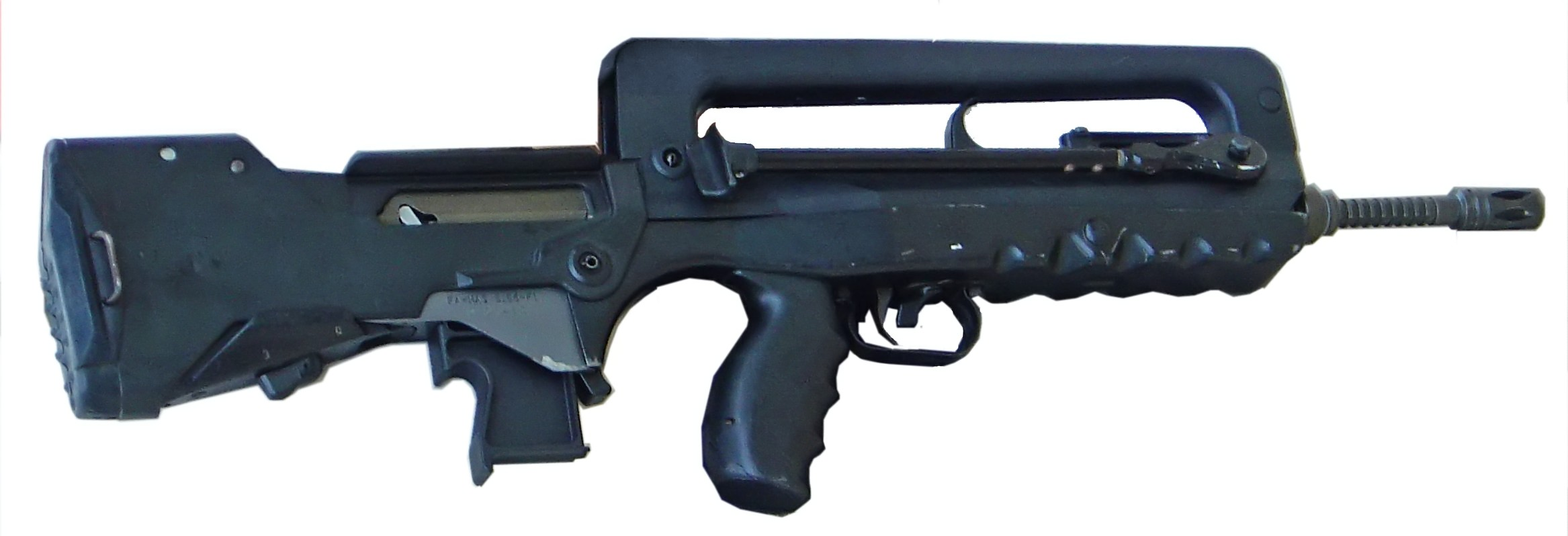
FAMAS F1
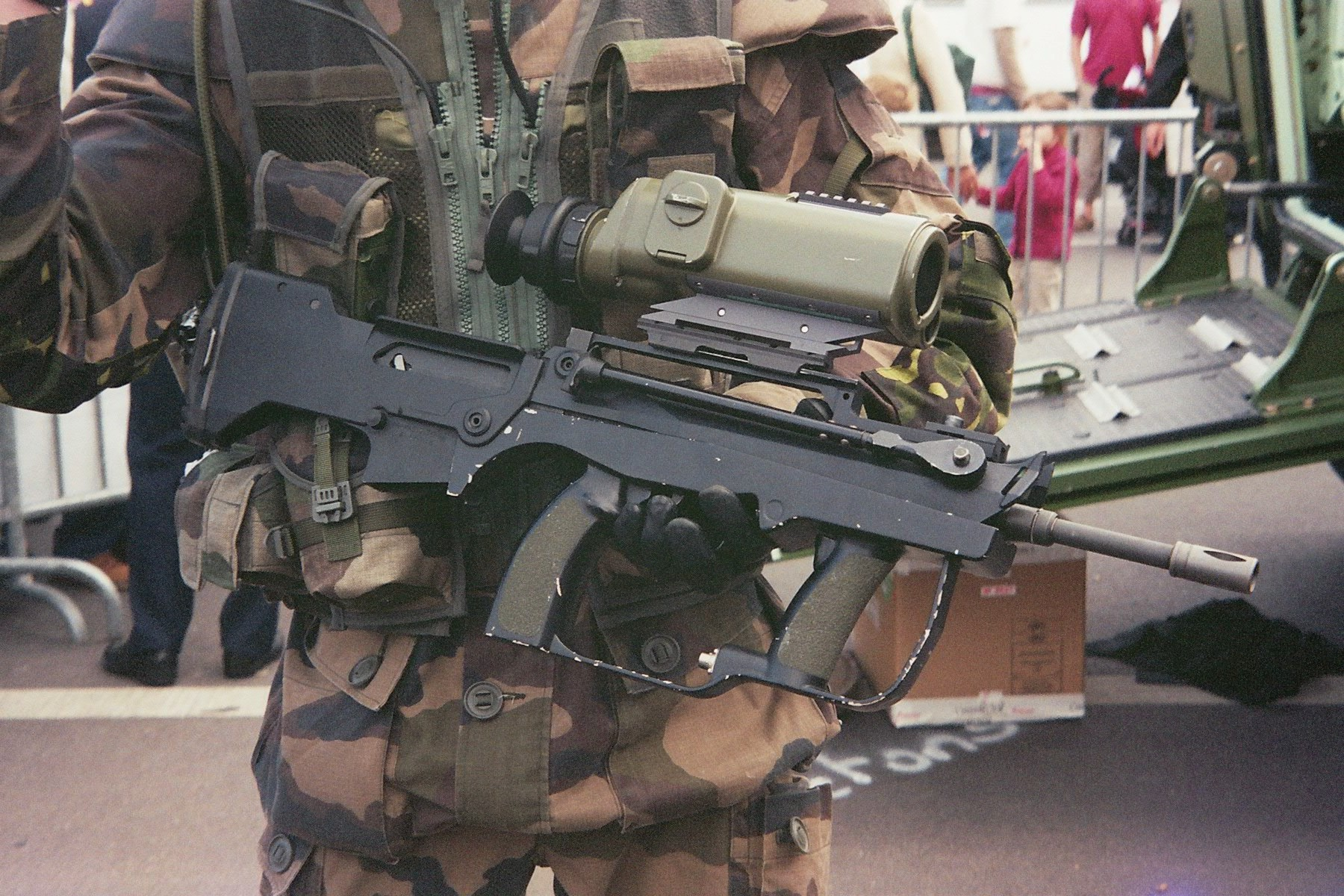
FAMAS G2 Félin V1 prototype.

- Chassepot en 1866
- Revolver Mas 1873 en 1873
- Revolver Mas 1874 en 1874
- Gras, en 1874
- Baïonnette GRAS modèle 1874 en 1879
- Revolver modèle 1892 8 mm en 1892
- Lebel, en 1886, et sa version raccourcie modèle 1886 M93 R35
- Canon de 75 mm modèle 1897 réalisé avec des manufactures associées[6]
- Mitrailleuse modèle 1907
- MAS 36 (1936)
- MAS 45 (1945)
- MAS 47 carabine de chasse[7]
- MAS 49 (1949), qui équipa l'armée française jusqu'en 1980 environ
- MAC 50 en 1950
- AAT-52 en 1952
- MAS 49/56
- FA-MAS Type 62, prototype non retenu en 1962
- Fusils de précision : FR-F1 en 1966, remplacé ensuite par le FR-F2
- PAMAS G1 dans les années 1980
- FAMAS en 1973
- HK G3 produit sous licence, de 1977 à 1983
- Beretta M12 assemblage sous licence de la version M12SD
- HK MP5 version MAS MP5F
- LRAC F1, lance roquettes
- Fulma, cartouches de chasse métalliques